# Халип, Владимир Трофимович
Владимир Трофимович Халип (бел. Уладзімір Халіп; 7 октября 1939 д. Двор Плино, Ушачский район Витебская область, Белорусская ССР) — белорусский и советский киносценарист, драматург, литератор и публицист.

## Биография
Родился в деревне Двор Плино на Витебщине в крестьянской семье.
В 1963 году окончил факультет журналистики Белорусского государственного университета им. В. И. Ленина, в 1968 — аспирантуру Института искусствоведения, этнографии и фольклора АН БССР. Кандидат искусствоведения (1985).
В 1968—1970 — собкор газеты «Советская культура» по Белоруссии, в 1981—1996 — руководитель студии «Летопись» на киностудии «Беларусьфильм».
Состоял в КПСС, работал инструктором отдела культуры ЦК Компартии Белоруссии (1970—1972), главным редактором Госкино БССР (1972—1982).
Был членом Союза кинематографистов Белорусской ССР, Союза журналистов СССР (1961) и Союза кинематографистов СССР (1978).
Автор многочисленных публикаций на темы политики, экономики, общества и культуры на сайте «Хартия'97» — сайте, который по факту принадлежит Андрею Санникову, мужу дочери Ирины Халип.
Задерживался милицией за участие в несанкционированных демонстрациях и митингах против режима президента Беларуси Александра Лукашенко.
Проживает в Минске.

## Личная жизнь
Дочь — журналистка Ирина Халип.

## Фильмография (сценарист)

### Художественные фильмы
- «Пламя» («Беларусьфильм», реж. Виталий Четвериков; 1974)
- «Время выбрало нас» («Беларусьфильм»; 5 серий; реж. Михаил Пташук; 1976—1978)
- «Мама, я жив» («Беларусьфильм»; реж. Игорь Добролюбов; 1985)
- «Проклятый уютный дом» («Бел-видео-кино», реж. Владимир Орлов[бел.]; 1998)

### Документальные фильмы
- «Брестская крепость»
- «Три цвета радости»
- «Я, солдат Брестской крепости»
- «Красная тетрадь»
- «Союз республик и сердец»
- «Заборовно»
- «Слуцкое восстание» (бел. «Слуцкі збройны чын»; режиссёр Сергей Исаков; документально-публицистический фильм, 2008)

## Либретто опер
- «Джордано Бруно» (1977)
- «Мамаша Кураж» (1982)
- «Визит дамы» (1989)

## Литературная деятельность
- «Строка, прочтенная театром», Минск, 1979.
- «Мы помним» — иллюстрированное издание на белорусском, русском и английском языках об исчезновениях в Беларуси известных людей; 468-стр., 2010 г.
- «Тень горы» (пьеса)